# 千里眼 (衛星)
千里眼（천리안，통신해양기상위성，通信海洋氣象衛星, Communication, Ocean and Meteorological Satellite: COMS)，又称“COMS-1号”是韩国自主研发的首枚通信海洋氣象衛星，隸屬韓國航空宇宙研究院。2010年6月26日在蓋亞那太空中心發射。千里眼使韩国成为世界第10个能研制和使用通信卫星的国家。